# Ева-Марія Гаґен
Ева-Марія Бухгольц (9 жовтня 1934 — 16 серпня 2022), у шлюбі Гаґен (нім. Eva-Maria Hagen) — німецька акторка та співачка. Її називали «Бріджит Бардо з НДР».

## Життєпис
Народилася у 1934 році в Кельцхені (сучасна Польща) донькою сільськогосподарських робітників зі Східного Бранденбургу. У 1952 році, після закінчення навчання на машиністку, вона навчалася в Академії драматичного мистецтва Ернста Буша в Берліні. 
У 1953 році приєдналася до Берлінського ансамблю (нім. Berliner Ensemble). Дебютувала в театрі в 1953 році в п'єсі Ервіна Штрітматтера "Кацграбен" у постановці Бертольда Брехта в Берлінському ансамблі. У 1954 році одружилася з Гансом Олівом-Гагеном, народила донську Кетрін (відома як Ніна Гаґен). У 1957 році вона дебютувала в кіно в комедії Курта Меціга «Не забудь мого маленького Трауделя».  З 1958 грала в Берлінському театрі імені Максима Горького. У Landestheater Dessau вона здобула успіх у ролі квіткарки Елізи в мюзиклі «Моя чарівна леді».
Попри те, що вона стала успішною кіноакторкою, її відсторонили від акторства через стосунки з Вольфом Бірманом, дисидентом у НДР. У 1976 році її підтримка відчуженого Бірмана призвела до її звільнення, і наступного року вона переїхала до Західної Німеччини. Вона побудувала кар’єру співачки шансону на додаток до кіно та театру. Після падіння Берлінської стіни Гаґен знову знімала фільми в Бабельсберзі, виступала на сцені в ролі Медеї чи Матінки Кураж або співала пісні Брехта.
Гаґен жила у Гамбурзі, Берліні та Укермарку. Вона є матір'ю співачки та акторки Ніни Гаґен і бабусею Косми Шиви Гаґен. 
Померла 16 серпня 2022 року в Гамбурзі у віці 87 років.